# Charles Oakley
Charles Oakley (Cleveland, Ohio, 18 de diciembre de 1963) es un exjugador de baloncesto estadounidense que compitió durante 19 temporadas en la NBA hasta su retirada en 2004. Mide 2,08 metros y jugaba en la posición de ala-pívot. Desde 2017 es jugador entrenador del equipo Killer 3's de la liga BIG3.

## Trayectoria deportiva

### Universidad
Asistió durante cuatro años a la Universidad de Virginia Union, de la segunda división de la NCAA, donde consiguió promediar 20,3 puntos y 14 rebotes por partido.

### Profesional

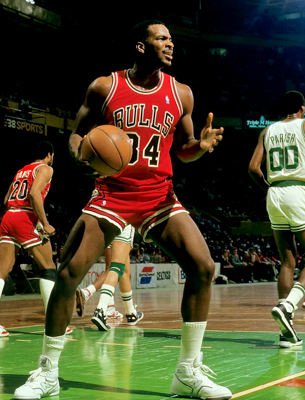
Charles Oakley en la temporada 1986-87 con Chicago Bulls.

Fue elegido en la novena posición del Draft de la NBA de 1985 por los Cleveland Cavaliers, que inmediatamente vendieron sus derechos a Chicago Bulls. Allí jugó durante 3 temporadas, en las dos últimas promediando más de 13 rebotes por partido, quedando en ambas en segundo lugar del ranking de reboteadores de la NBA en la estadística de rebotes por partido. Tras elegir a Horace Grant en el draft de 1988, fue traspasado a New York Knicks a cambio del pívot Bill Cartwright. Allí se convirtió en el complemento ideal de Patrick Ewing, destacando por su potencial físico debajo del tablero y su excelente defensa, que le hizo aparecer en 1994 en el mejor quinteto de la liga en esa especialidad.
Estuvo 10 temporadas en Nueva York, hasta que en 1998 fuera traspasado a Toronto Raptors a cambio de Marcus Camby. En los Raptors aportó la experiencia que necesitaba un equipo con dos grandes jóvenes valores como Vince Carter o Tracy McGrady. Ya con 38 años regresó a Chicago Bulls, y su carrera se extendió un par de años más, recalando en Washington Wizards, donde coincidiría después de 14 años con Michael Jordan. Y por último el 18 de marzo de 2004 firmó por 10 días con en Houston Rockets, con lo que disputó 7 encuentros, sus últimos en la NBA.
En sus 19 años como profesional promedió 9,7 puntos y 9,5 rebotes.

## Estadísticas de su carrera en la NBA

### Temporada regular
| Año      | Equipo     | PJ    | PT    | MPP  | %TC  | %3P  | %TL  | RPP  | APP | ROB | TPP | PPP  |
| -------- | ---------- | ----- | ----- | ---- | ---- | ---- | ---- | ---- | --- | --- | --- | ---- |
| 1985-86  | Chicago    | 77    | 30    | 23.0 | .519 | .000 | .662 | 8.6  | 1.7 | .9  | .4  | 9.6  |
| 1986-87  | Chicago    | 82    | 81    | 36.3 | .445 | .367 | .686 | 13.1 | 3.6 | 1.0 | .4  | 14.5 |
| 1987-88  | Chicago    | 82    | 82    | 34.3 | .483 | .250 | .727 | 13.0 | 3.0 | .8  | .3  | 12.4 |
| 1988-89  | New York   | 82    | 82    | 31.8 | .510 | .250 | .773 | 10.5 | 2.3 | 1.3 | .2  | 12.9 |
| 1989-90  | New York   | 61    | 61    | 36.0 | .524 | .000 | .761 | 11.9 | 2.4 | 1.0 | .3  | 14.6 |
| 1990-91  | New York   | 76    | 74    | 36.0 | .516 | .000 | .784 | 12.1 | 2.7 | .8  | .2  | 11.2 |
| 1991-92  | New York   | 82    | 82    | 28.2 | .522 | .000 | .735 | 8.5  | 1.6 | .8  | .2  | 6.2  |
| 1992-93  | New York   | 82    | 82    | 27.2 | .508 | .000 | .722 | 8.6  | 1.5 | 1.0 | .2  | 6.9  |
| 1993-94  | New York   | 82    | 82    | 35.8 | .478 | .000 | .776 | 11.8 | 2.7 | 1.3 | .2  | 11.8 |
| 1994-95  | New York   | 50    | 49    | 31.3 | .489 | .250 | .793 | 8.9  | 2.5 | 1.2 | .1  | 10.1 |
| 1995-96  | New York   | 53    | 51    | 33.5 | .471 | .269 | .833 | 8.7  | 2.6 | 1.1 | .3  | 11.4 |
| 1996-97  | New York   | 80    | 80    | 35.9 | .488 | .263 | .808 | 9.8  | 2.8 | 1.4 | .3  | 10.8 |
| 1997-98  | New York   | 79    | 79    | 34.6 | .440 | .000 | .851 | 9.2  | 2.5 | 1.6 | .3  | 9.0  |
| 1998-99  | Toronto    | 50    | 50    | 32.9 | .428 | .200 | .807 | 7.5  | 3.4 | .9  | .4  | 7.0  |
| 1999-00  | Toronto    | 80    | 80    | 30.4 | .418 | .341 | .776 | 6.8  | 3.2 | 1.3 | .6  | 6.9  |
| 2000-01  | Toronto    | 78    | 77    | 35.5 | .388 | .224 | .836 | 9.5  | 3.4 | 1.0 | .6  | 9.6  |
| 2001-02  | Chicago    | 57    | 26    | 34.3 | .369 | .167 | .750 | 6.0  | 2.0 | .9  | .2  | 3.8  |
| 2002-03  | Washington | 42    | 1     | 12.2 | .418 | –    | .824 | 2.5  | 1.0 | .3  | .1  | 1.8  |
| 2003-04  | Houston    | 7     | 0     | 3.6  | .333 | –    | .833 | .7   | .3  | .0  | .0  | 1.3  |
| Total    | Total      | 1,282 | 1,159 | 31.4 | .471 | .253 | .761 | 9.5  | 2.5 | 1.1 | .3  | 9.7  |
| All-Star | All-Star   | 1     | 0     | 11.0 | .333 | –    | –    | 3.0  | 3.0 | .0  | .0  | 2.0  |

### Playoffs
| Año   | Equipo   | PJ  | PT | MPP  | %TC  | %3P   | %TL  | RPP  | APP | ROB | TPP | PPP  |
| ----- | -------- | --- | -- | ---- | ---- | ----- | ---- | ---- | --- | --- | --- | ---- |
| 1986  | Chicago  | 3   | –  | 29.3 | .524 | –     | .615 | 10.0 | 1.0 | 2.0 | .7  | 10.0 |
| 1987  | Chicago  | 3   | –  | 43.0 | .380 | .500  | .833 | 15.3 | 2.0 | 1.3 | .3  | 20.0 |
| 1988  | Chicago  | 10  | –  | 37.3 | .440 | .000  | .875 | 12.8 | 3.2 | .6  | .4  | 10.1 |
| 1989  | New York | 9   | –  | 33.2 | .479 | .500  | .667 | 11.2 | 1.2 | 1.3 | .1  | 9.7  |
| 1990  | New York | 10  | –  | 33.6 | .512 | 1.000 | .654 | 11.0 | 2.7 | 1.1 | .2  | 12.1 |
| 1991  | New York | 3   | 3  | 33.3 | .476 | –     | .500 | 10.3 | 1.0 | .7  | .3  | 7.7  |
| 1992  | New York | 12  | 12 | 29.5 | .379 | –     | .741 | 9.0  | .7  | .7  | .4  | 5.3  |
| 1993  | New York | 15  | 15 | 33.8 | .481 | –     | .727 | 11.0 | 1.1 | 1.1 | .1  | 11.1 |
| 1994  | New York | 25  | 25 | 39.7 | .477 | –     | .775 | 11.7 | 2.4 | 1.4 | .2  | 13.2 |
| 1995  | New York | 11  | 11 | 38.3 | .450 | .400  | .824 | 8.5  | 3.7 | 1.7 | .5  | 13.1 |
| 1996  | New York | 8   | 8  | 38.5 | .500 | .333  | .694 | 8.6  | 1.8 | 1.0 | .0  | 13.1 |
| 1997  | New York | 10  | 10 | 35.8 | .442 | .000  | .759 | 8.8  | 1.6 | 2.2 | .3  | 9.8  |
| 1998  | New York | 10  | 10 | 34.2 | .408 | –     | .920 | 8.5  | 1.4 | 1.1 | .2  | 8.1  |
| 2000  | Toronto  | 3   | 3  | 36.7 | .483 | .286  | .000 | 7.7  | 3.7 | 2.0 | .3  | 10.0 |
| 2001  | Toronto  | 12  | 12 | 32.6 | .435 | .375  | .824 | 6.3  | 1.8 | 1.0 | .6  | 9.3  |
| Total | Total    | 144 | –  | 35.5 | .459 | .366  | .755 | 10.0 | 2.0 | 1.2 | .3  | 10.8 |

## Logros y reconocimientos
- Elegido en el mejor quinteto de rookies de la NBA en 1986.
- Elegido en el mejor quinteto defensivo en 1994 y en el segundo mejor en 1998.
- All Star en 1994.